# Crató

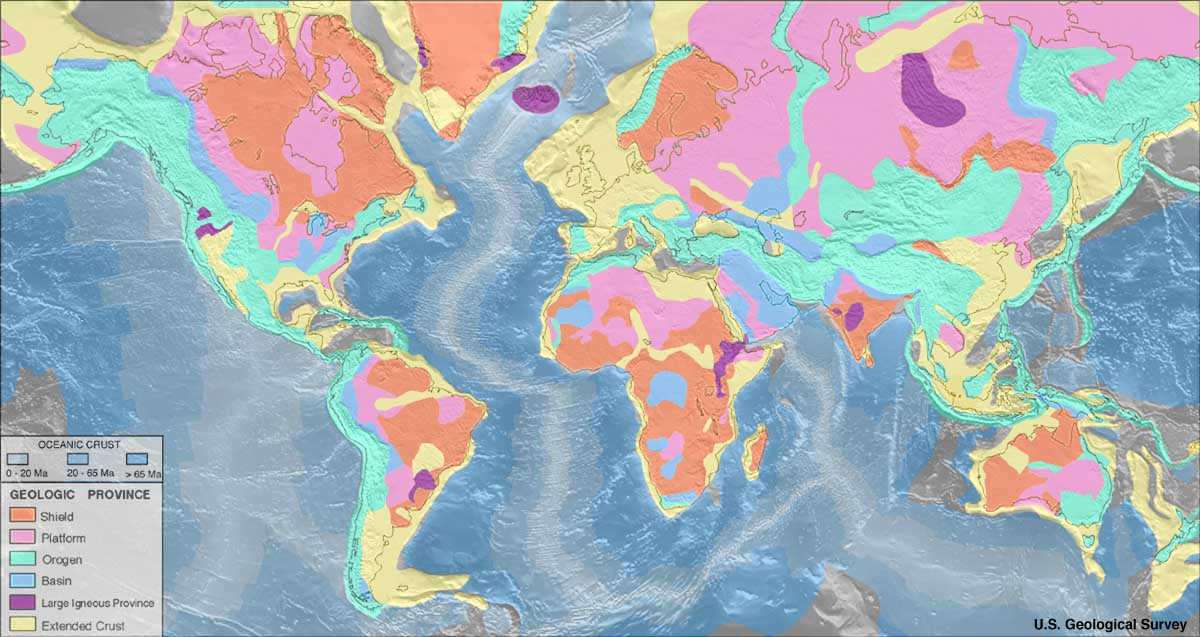
Les grans regions geològiques (USGS) Els cratons apareixen de color taronja.
Crosta oceànica
0-20 Ma (Mega any o Milió d'anys)
20-65 Ma
>65 Ma
Crosta continental
cratons o escuts
plataforma de Sediments
cadena de muntanyes (orogènia)
conca estructural
gran província volcànica
altiplà continental

Un crató (del grec κϱάτος, que significa força) és un sector àmpli de l'escorça terrestre, dins un continent, que s'ha mantingut relativament estable i que ha estat molt poc deformat epirogènicament durant un llarg període de la història geològica de la Terra.
Aquests amplis sectors continentals mantenen una gran rigidesa i no han sofert fragmentacions ni deformacions importants perquè no han estat afectats per l'orogènesi. Alguns autors defineixen el crató com la part ferma de l’escorça terrestre que no ha experimentat deformació de tipus alpí, l'orogènia més recent.
Els cratons són les parts continentals de l'escorça que han suportat els cicles de fusió i ruptura dels continents. Els cratons es troben generalment a l'interior i allunyats de les vores de les plaques tectòniques, encara que sobre ells es poden produir moviments de rifting geològicament recents que poden originar marges passius i separar un crató. Els cratons es componen, característicament, d'antigues roques del sòcol cristal·lí, que poden estar cobertes per roques sedimentàries més joves. Tenen una fondària litosfèrica important que arriba a centenars de quilòmetres.
Els cratons estan formats per les restes escampades de Pangea, amb roques que superen els 1.400 milions d'anys. Amb tot, aquestes parts més fermes dels continents han sofert canvis en el temps i les roques més antigues han estat cobertes per altres roques de formació més recent. Els cratons es componen de dues capes: un escut continental, en el qual la roca aflora a la superfície, i una plataforma que cobreix l'escut en algunes zones amb roca sedimentària.
Els cratons tendeixen a ser plans o presenten relleus baixos amb formes arrodonides i roques sovint arcaiques. Els cratons submarins reben el nom de nesocratons.

## Terminologia
El terme crató s'utilitza per diferenciar la part més estable de l'escorça continental de les regions que són més actives i alhora més inestables geològicament. La paraula crató va ser proposada pel geòleg austríac Leopold Kober l'any 1921 com a Kratogen, referint-se a plataformes continentals estables, i orogen com a terme per a cinturons muntanyosos o orogènics. Més tard, Hans Stille va escurçar el terme anterior a Kraton, del qual deriva l'actual terme crató.

### Crató arcaic
Un crató arcaic és un crató antic o part de l'escorça terrestre que s'ha mantingut estable des de fa més de 2.500 Ma i format per grans àrees que han sofert diversos graus de metamorfisme a baixa pressió. Aquest tipus de crató antic, generalment conté dos tipus litològics: els greenstone belts i els complexos granulítics.

## Exemples de cratons
- Crató de Dharwar,a l'Índia[7]
- Crató de la Xina del nord[8]
- Crató d'Europa oriental[9]
- Crató amazònic a Amèrica del Sud[10]
- Crató de Kaapvaal a Sud-àfrica[11]
- Crató Nord-americà (Laurentia Craton)[12]
- Crató Sud-australià (Gawler Craton)[12]

## Alguns cratons estudiats
- Yilgarn (Austràlia Occidental)

El sector dels Terrenys de Narryer té la particularitat que els geòlegs hi han trobat les roques més antigues d'Austràlia (3730 Ma (Ma, Megaany o miler d'anys) i els minerals més antics del planeta Terra (4400 Ma).
- Slave (Territoris del Nord-Est del Canadà)

Rep el nom del Gran Llac dels Esclaus. Antiguitat de 4,03 Ga (gigaannum, o milió d'anys) en els Gneiss d'Acasta.
- Cratons de l'escut Fennoescandià